# Скирута, Григорий Трофимович
Григорий Трофимович Скирута (4.12.1912, Киевская область — 28.7.1999, Московская область) — командир 235-го гвардейского стрелкового полка 81-й гвардейской стрелковой дивизии 7-й гвардейской армии Степного фронта, гвардии подполковник. Герой Советского Союза.

## Биография
Родился 21 ноября 1912 года в селе Великополовецкое ныне Сквирского района Киевской области в крестьянской семье. Украинец. Член ВКП(б)/КПСС с 1940 года.
В 1932 году призван в ряды Красной Армии. На фронте с 26 июля 1942 года. Участвовал в боях, командуя стрелковым полком, в составе Сталинградского, Воронежского и 2-го Украинского фронтов.
Указом Президиума Верховного Совета СССР от 26 октября 1943 года за умелое командование полком, личное мужество и отвагу в боях по форсированию Днепра и удержанию плацдарма гвардии подполковнику Скируте Григорию Трофимовичу присвоено звание Героя Советского Союза с вручением ордена Ленина и медали «Золотая Звезда».
В октябре 1944 года, после освобождения Румынии, Г. Т. Скирута был направлен на учёбу в Военную академию имени М. В. Фрунзе. В 1947 году, после окончания академии командовал полком, преподавал тактику на высших офицерских курсах «Выстрел». С 1961 года полковник Г. Т. Скирута — в запасе. Вёл большую военно-патриотическую работу среди молодёжи. Жил в городе Солнечногорск Московской области. Умер 28 июля 1999 года. Похоронен в Солнечногорске на Новом кладбище.
Награждён орденом Ленина, двумя орденами Красного Знамени, орденом Отечественной войны 1-й степени, двумя орденами Красной Звезды, медалью «За боевые заслуги», другими медалями. Почётный гражданин города Солнечногорск.